# Piotr Żeromski
Piotr Żeromski (Żeroński) herbu Pobóg (zm. w 1633 roku) – sekretarz królewski, dyplomata, starosta bydgoski, cześnik nadworny, kuchmistrz wielki koronny w 1630 roku, pisarz królewski w 1606 roku, sekretarz królewski w latach 1608-1632, regent kancelarii mniejszej koronnej w 1633 roku, pisarz kancelarii Jakuba Zadzika w latach 1633–1635, inspektor mennicy bydgoskiej.

## Życiorys
Urodził się w latach 70. XVI wieku w województwie kaliskim. Był synem Marcina, zamożnego szlachcica, posiadającego dobra w województwach: inowrocławskim i kaliskim, pisarza ziemskiego kaliskiego (1592–1611), zwolennika Zygmunta III, posła na dwa sejmy walne. 
Uczęszczał do szkoły w Kaliszu. Później studiował we Włoszech i przez dłuższy czas przebywał w Rzymie. Po powrocie do kraju został sekretarzem królewskim i wysyłany był przez monarchę w różnych misjach dyplomatycznych. W 1607 r. został sekretarzem poselstwa do Turcji. Był też oratorem (mówcą) poselstwa polskiego wysłanego przez Zygmunta III do cesarza Rudolfa II w sprawie księstw rumuńskich. W 1620 r. odbył poselstwo do Zjednoczonych Prowincji i Belgii, gdzie zabiegał o pomoc w wojnie przeciw Turcji. W 1621 r. posłował do Anglii. 
Poseł województwa poznańskiego i województwa kaliskiego na sejm 1621 roku. 
Ciesząc się uznaniem króla szybko awansował. Piastował urząd cześnika nadwornego (1621-1630), następnie kuchmistrza koronnego (od 1630 r. do śmierci). Pozycję na dworze królewskim określał nie tylko pełniony przez niego urząd, lecz także powstałe przez jego śmierć wakanse. Brał udział w sejmie koronacyjnym Władysława IV.
Piotr Żeromski był znawcą i miłośnikiem sztuki. Podczas pobytu w Belgii lub Anglii nabył w pracowni Petera Paula Rubensa obraz "Zdjęcie z krzyża", przywiózł go do Polski w 1621 i jeszcze przed swoją śmiercią ofiarował kościołowi pw. św. Mikołaja w Kaliszu, gdzie obraz spłonął w połowie grudnia 1973 r. Zmarł w Krakowie 26 marca 1633 r. Żonaty był z Katarzyną z Parzniewic.

## Działalność jako starosty bydgoskiego
Związek Piotra Żerońskiego z Bydgoszczą datuje się od 1616 r, kiedy został dzierżawcą mennicy bydgoskiej. Wkrótce, po przejęciu dzierżawy tej mennicy przez holendra Jacobsona, został jej inspektorem. 23 sierpnia 1621 r. otrzymał starostwo bydgoskie, wówczas jedno z najbogatszych w Rzeczypospolitej. Urząd ten pełnił do 27 lutego 1629 r. Był dobroczyńcą kolegium jezuickiego w Bydgoszczy. W czasie rządów starościńskich Żerońskiego Bydgoszcz przeżywała okres prosperity. Miasto należało do ruchliwych gospodarczo. Dobrze prosperowała mennica. Jednak od połowy lat 20. XVII w. w życiu miasta narastać zaczęły trudności gospodarcze spowodowane „wojną o ujście Wisły” i kolejnymi wojnami.